# Frissensteinbrug
De Frissensteinbrug (brug 1207) is een bouwkundig kunstwerk in Amsterdam-Zuidoost.
Het viaduct is gelegen in de Daalwijkdreef een van de hoofdverkeersaders van Zuidoost. Onder die dreef door loopt het voet- en fietspad genaamd Frissensteinpad. Zowel de brug als het pad zijn vernoemd naar de straat en flat Frissenstein, dat in 1969 haar naam kreeg, een vernoeming naar een landhuis in Deil, Gelderland. Plaatsing van de brug/het viaduct is het gevolg van het strikt toepassen van gescheiden verkeersstromen bij de bouw/inrichting van Zuidoost.
Het viaduct werd gebouwd naar ontwerp van Dirk Sterenberg van de Dienst der Publieke Werken; de naam van de specifieke architect werd daarbij niet op de bouwtekeningen vermeld, maar zijn architectenhandtekening is alom aanwezig. Het gehele bouwwerk is van al dan niet voorgespannen beton op de brugleuningen na, die van metaal zijn. De brug werd in serie gebouwd en kent zusjes in de bruggen 1007, 1012, 1076, 1208, 1209, 1210, 1211, 1212 en 1213. Opvallend aan brug 1207 is het schakelkastje (een van Sterenbergs signaturen), normaal weggewerkt in de brug, maar hier als een soort stoeltje geplaatst.

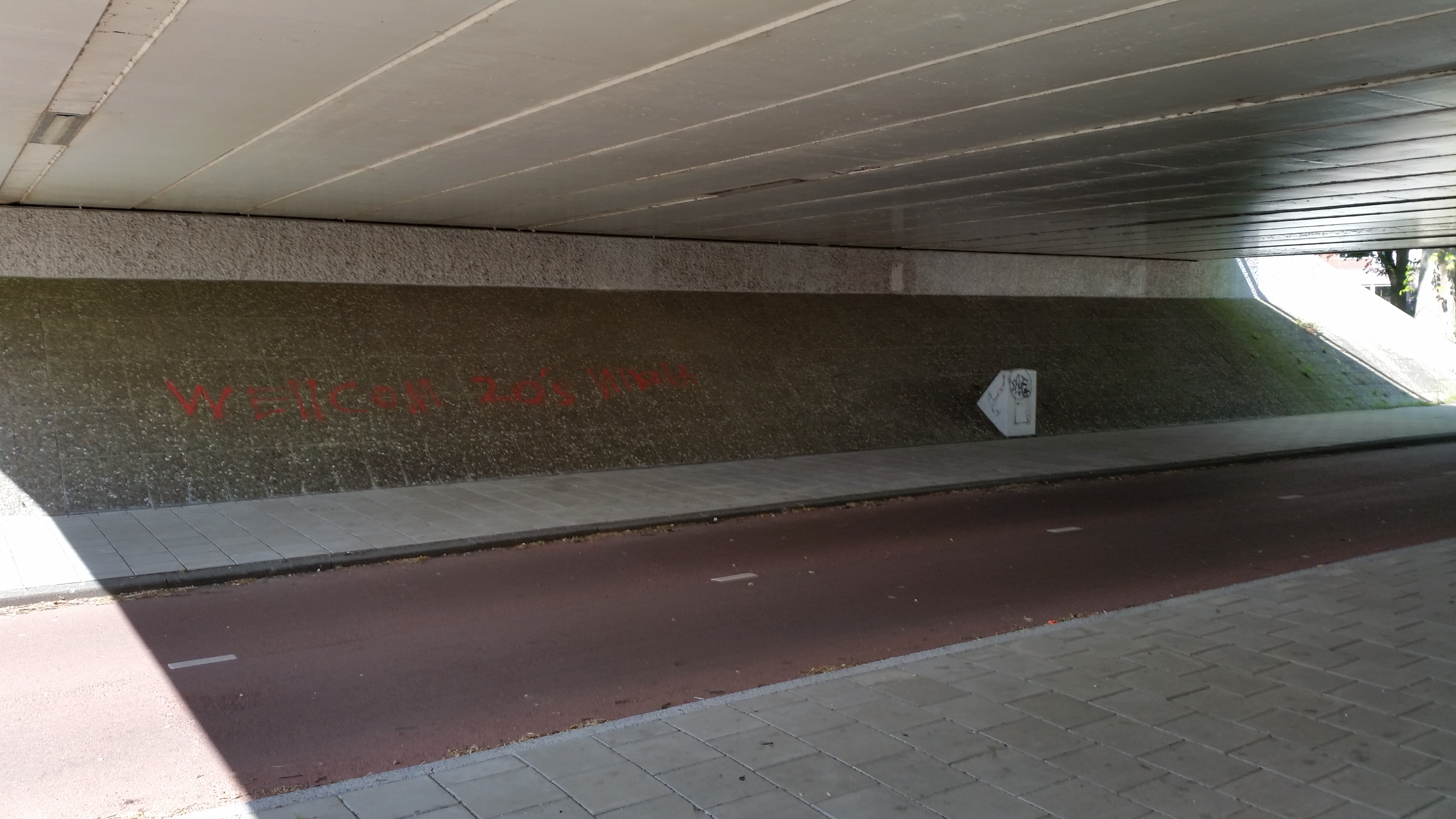
Schakelkastje (mei 2020)

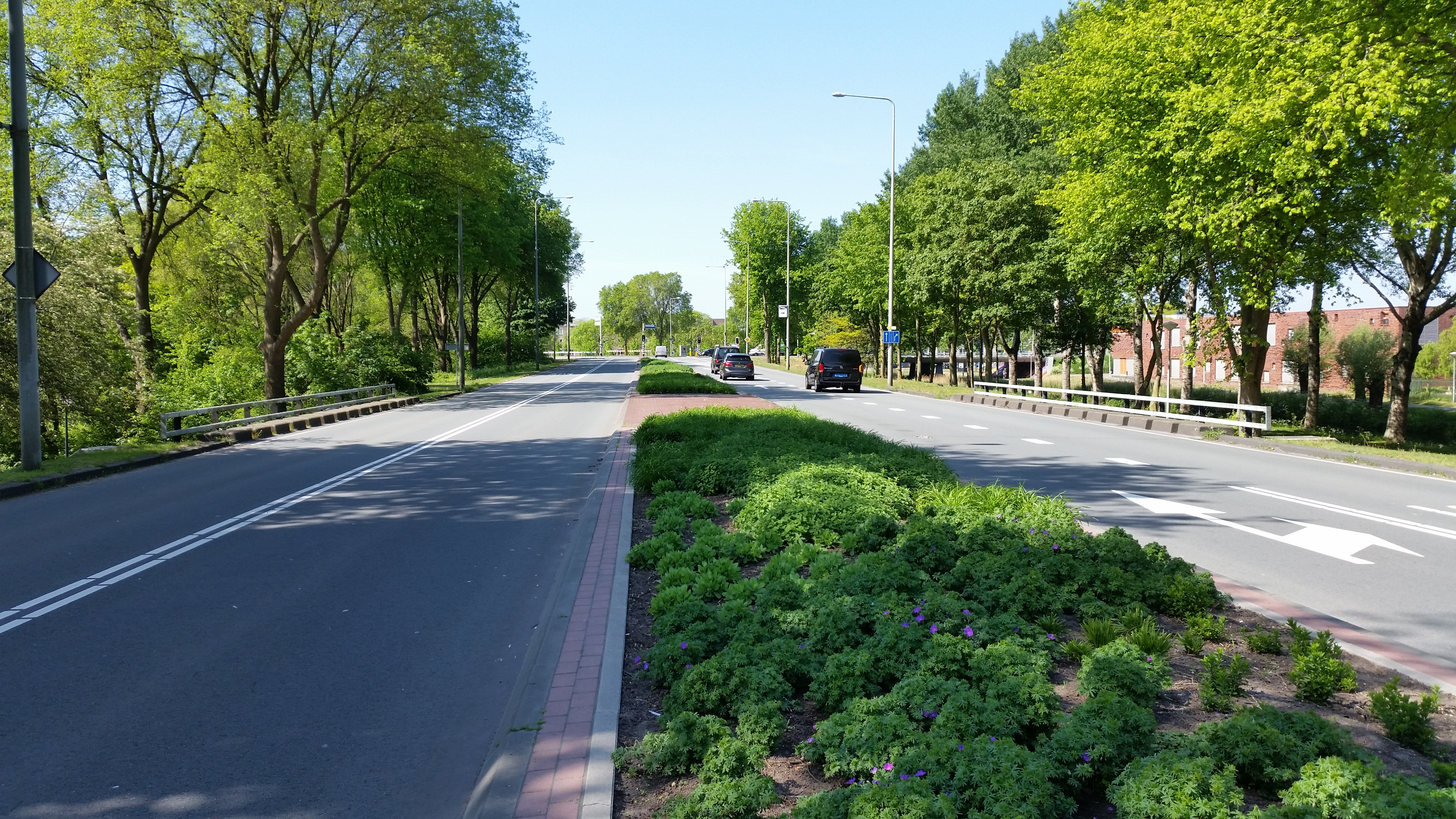
Daalwijkdreef over het viaduct (mei 2020)

<<< · 1201 · 1207 · 1208 · 1209 · 1210 · 1211 · 1212 · 1213 · 1216 · 1217 · 1218 · 1219 · 1220 · 1221 · 1223 · 1224 · 1230 · 1231 · 1246 · 1259 · 1260 · 1261 · 1263 · 1264 · 1265 · 1266 · 1267 · 1268 · 1269 · 1270 · >>>
Brugnummers 1200, brug 1202 (Ouder-Amstel), 1203-1206, 1214, 1215, 1222, 1225-1229, 1232-1245, 1247-1258, 1262 en 1271-1299 zijn niet (meer) in gebruik.